# 시크교
시크교(영어: Sikhism,펀자브어: ਸਿੱਖੀ)는 15세기 후기부터 18세기 초기에 걸쳐 인도의 펀자브 지방에서 발전한 종교이다. (무굴제국/1526~1857) 시크라는 용어는 산스크리트어로 '교육' 또는 '학습'이라는 뜻의 시스야(sisya)에서 전례했다는 설과 '가르침'이라는 식사(siksa)에서 유래했다는 두 가지 설이 있다. 모든 사람 안에 자리하고 있는 하나뿐인 신의 메시지, 모든 인류의 평등함과 하나됨 – 신의 창조물과 영원한 진리 –를 전파하기 위해 대륙과 대륙을 오간 구루 나낙에게서부터 시작되었다. 구루 나낙은, 신을 보려면 ‘마음 속의 눈,’ 혹은 사람의 ‘가슴’으로 봐야한다고 강조했다. 5대 시크 구루인 구루 아르얀은 1708년에 구루 근본 성전으로 거듭날 성서에 다른 종교 성인들의 말씀을 집어넣었다. 신자수는 2500만 명에 이르고, 주로 펀자브 지방에 있다. 전 인도의 총리 만모한 싱이 시크교도이다. 라즈니쉬도 시크교도이다. 

## 역사

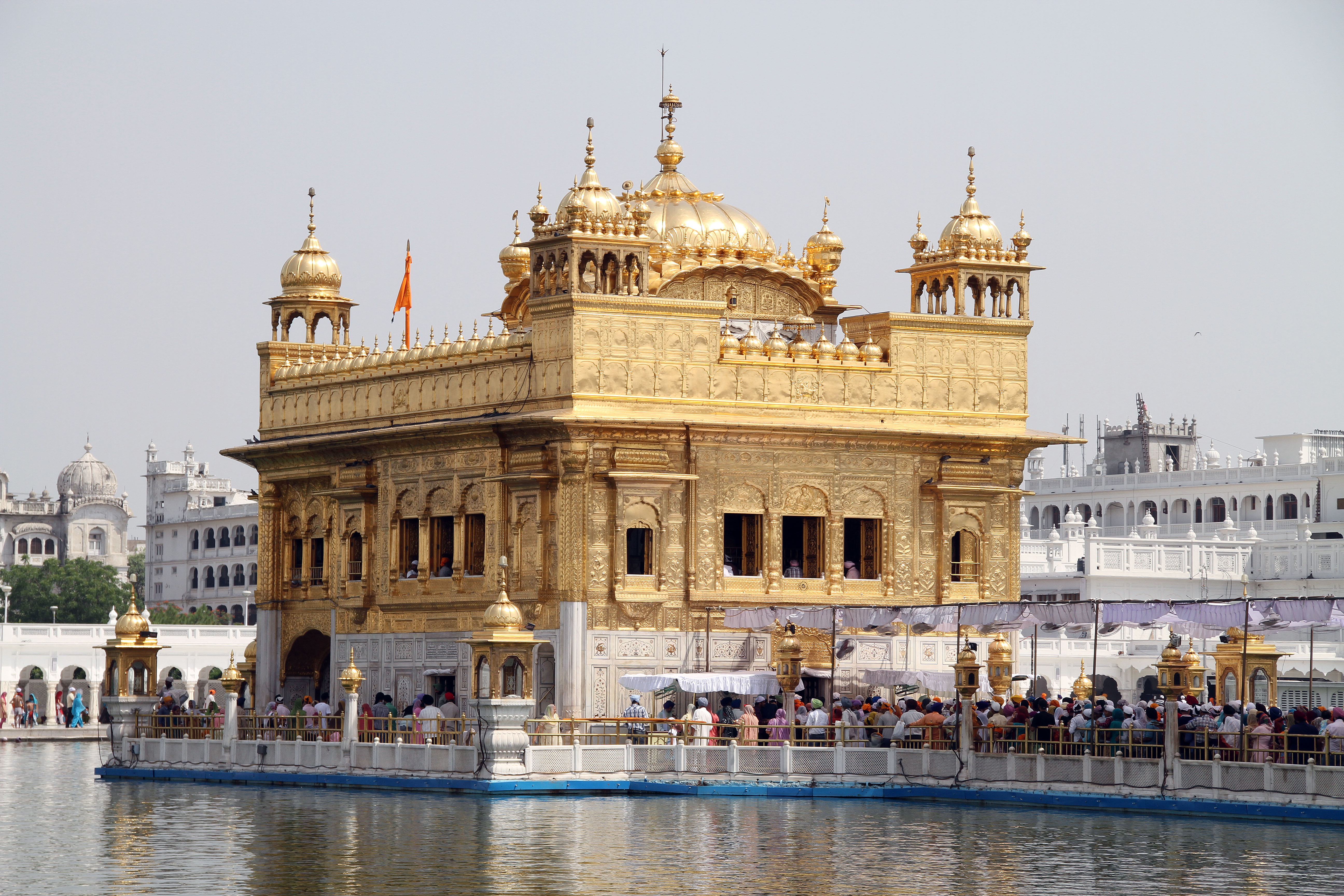
암리차르의 황금 사원.

창시자 나나크(1469∼1539)는 라호르 근처에서 출생했으며, 하급 카스트의 카트리 출신이다. 30세 경에 신의 계시를 받아 전도생활에 들어가 널리 인도 각지를 순회하면서 힌두, 이슬람 설교자들과 종교 문답을 벌이고, 또 메카를 순례하고 만년에는 고향에 정주하여 포교활동에 전심하였다. 구루 나낙은 메카, 로마, 스리랑카, 그리고 티베트를 여행하면서 반드 차코 (Vand Chakko: 남들과 나누고, 곤경에 있는 사람들을 돕는다), 키랏 카로 (Kirat Karo: 돈을 정직하게, 착취하거나 거짓없이 버는 것), 나암 자프나 (Naam Japna: 성스러운 이름을 외치면서 신을 언제나 기억하는 것; 신을 향한 끊임없는 헌신) 등의 원칙을 가르쳤다. 힌두교의 번잡한 카스트, 미신, 종교 의식을 배격하고, 인간의 절대 평등을 주장하였기 때문에 신도 중에는 하급 카스트 출신이 많고 개창자의 지위는 구루의 칭호를 갖고 후계자에게 계승되었다.
5대 구루는 모든 이에게 열려있는 하르만디르 사입을 아므리트사에 세웠다. 그 경전(經典)은 '그란트'라 불리는데, 창시자 나나크를 비롯하여 구루들의 언행록을 집성한 것이다. 5대 구루는 이슬람 교도들에 의해 처형되었다.
제6대 구루 무렵부터 무굴 제국의 지배에 대한 저항운동을 활발히 전개하여, 교단은 민족주의자, 불평분자, 비적(匪賊)들을 흡수하여 군사적 집단의 양상을 띠고 항시 무굴 황제와 충돌하였다. 6대 구루는 회교도들에게 앙금을 품지 않았으며 궁핍한 그들을 위해 회교 사원을 지었다. 9대 구루는 목숨을 바쳐 타교인 힌두교를 크게 구했다.
초기의 평화로운 자세를 잃고 점차 전투적 색채를 짙게 띠어 이슬람교와는 멀어져 18세기 중엽에는 불법단체로 몰려 소멸의 위기까지 처했으나 곧 세력을 회복하고, 란지트 싱을 수장(首長)으로 받들어 교단의 재통일에 성공하였다. 1799년, 마하라자 란지트 싱 인도 펀자브 안에 시크교 연합을 결성했다. 펀자브 지방을 근거지로 하여 서유럽식 군대를 편성하여 영국세력과 항쟁하였고, 1845년 시크 전쟁이 발발되기도 하였으나, 1849년 영국의 지배에 굴복하였다.  세계 대전에 연루된 시크교인들은 예부터 지금까지 대전의 사자들로 일컬어진다. 두 번의 세계 대전 동안, 83,005명의 시크 군인들이 전사했고 109,045명이 부상당했다.

## 시크교의 신
| “ | 우주를 창조하신 와헤구루님, 지대한 변함없는 진실, 우주의 창조자, 두려움을 넘어, 증오를 넘어, 죽음을 넘어, 탄생을 넘어, 스스로를 놓은, 구루의 품위에 기대어 깨닫다. | ” |

[1]

## 시크교 관점
- 다른 종교와 신념을 용인
- 종교적 그리고 사회적 평등
- 미신에 의존하지 않은 합리적인 관례
- 우주, 진화, 그리고 양자역학에 대한 현대적 과학 관념.

시크교에 독단적인 신조는 없다, 진실을 추구할 뿐. 시크 교도들은 깨달음을 얻기 위해 명상을 한다; 열과 성을 다한 명상 [심란: 종교적 명상]이 인간 의식의 무한과 유한 사이의 소통을 가능하게 한다. 시크교의 목표는 신과 하나 되는 것이다. 시크 교도들은 신의 숨결에 목메는 것이 아니라 그저 기도문에 전해져 내려오는 신에 대한 기억만으로 믿음을 갖는다. 시크교인들은 신의 이름 (와헤구루) 을 하루 종일 되뇌며 스스로를 신의 존재에 맡기고 신의 발끝에 엎드려 항복하도록 교육받는다.
시크교 dharm에는 사제나 수도승, 요기가 없다. 그리고 이 신비로운 관습들은 세상과 동떨어져 있는 몇 안되는 엘리트들에게만 국한되어 있는 것이 아니다. 시크교는 세계를 버리지 않는다. 오히려, 시크교는 삶의 일상에 충실하는 것을 영적으로 극히 중요한 것으로 여기고 있다. 시크 교도들은 그들의 수입 중 십분의 일을 남들에게 나눠주라고 배운다. 시크 교도들은 아침 일찍, 일출 전에 일어나서 명상을 하고 기도문을 외운다.
예배당 안에는 늘 구루 근본 성전과 공짜 음식이 있다. 예배당은 모두를 받아들인다. 새로운 시크 교도들을 위한 세례식이 거의 매달 열린다.
구루 근본 성전은 단원 대신, 음악으로 나뉘어 있다. 구루 근본 성전 전체는 매우 시적이며 포근한 느낌을 주는데 그 목적이 있다. 구루 근본 성전은 시크 교도들의 현 구루이다. 시크교가 전하는 일차적인 메시지는 명상, 신들을 향한 경배, 인류에 대 봉사, 그리고 선한 사람으로 살아가는 것이 우리가 신 (다삼 드와아) 과 마주하게 해주고 우리 안에 있는 그 분을 느끼는데 도움을 준다는 것이다.

## 다섯가지의 악
심란 (종교적 명상) 과 세와 (봉사)를 행함으로써 필요없는 자존심을 줄이고 다섯가지의 악에 빠지는 걸 방지한다:
- 오만
- 욕망
- 탐욕
- 분노
- 집착

## 칼서 (세례받은 시크교도)

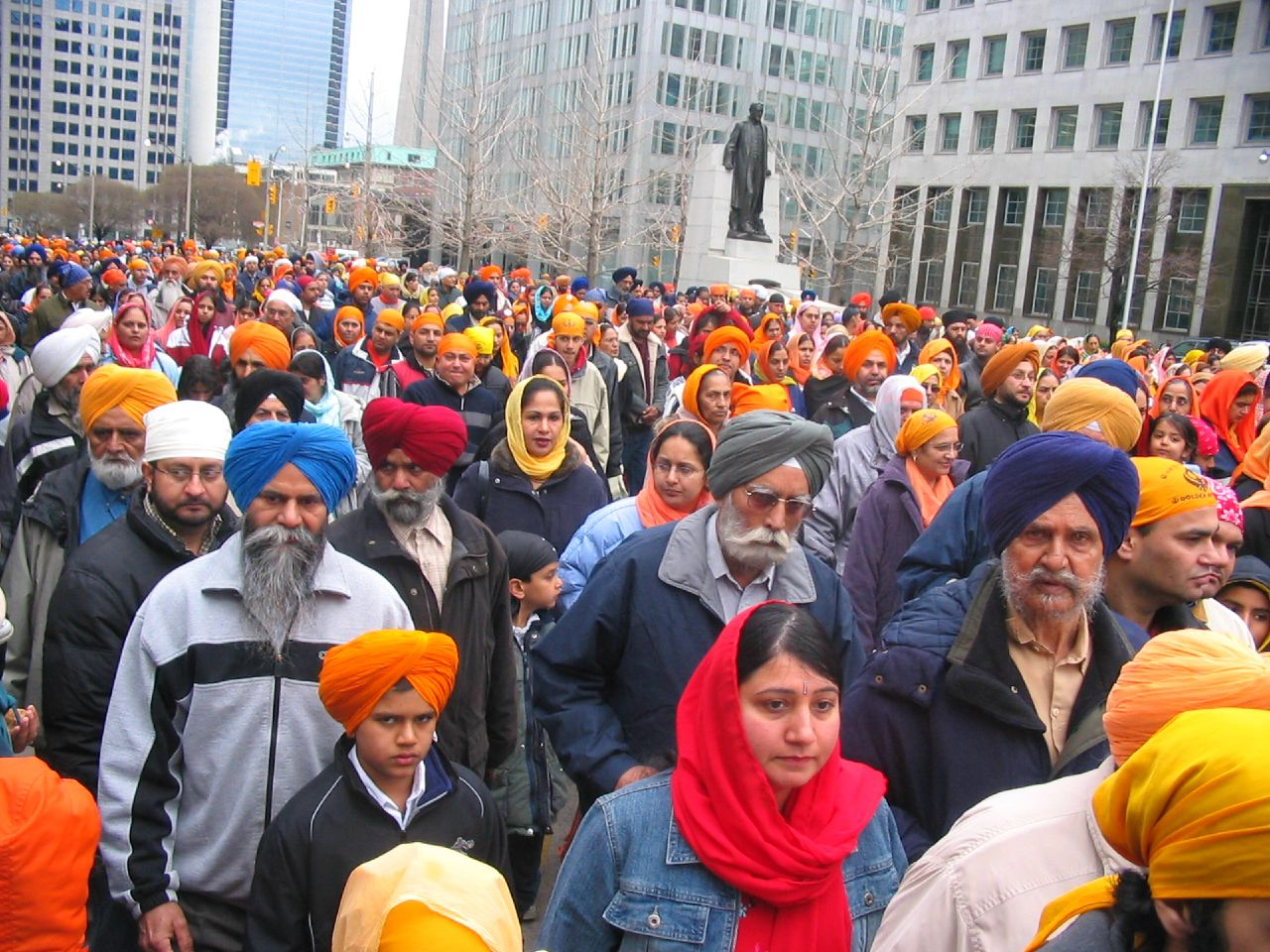
캐나다에서 바이사키(시크교 새해 맞이 페스티벌)를 즐기는 시크 교도들.

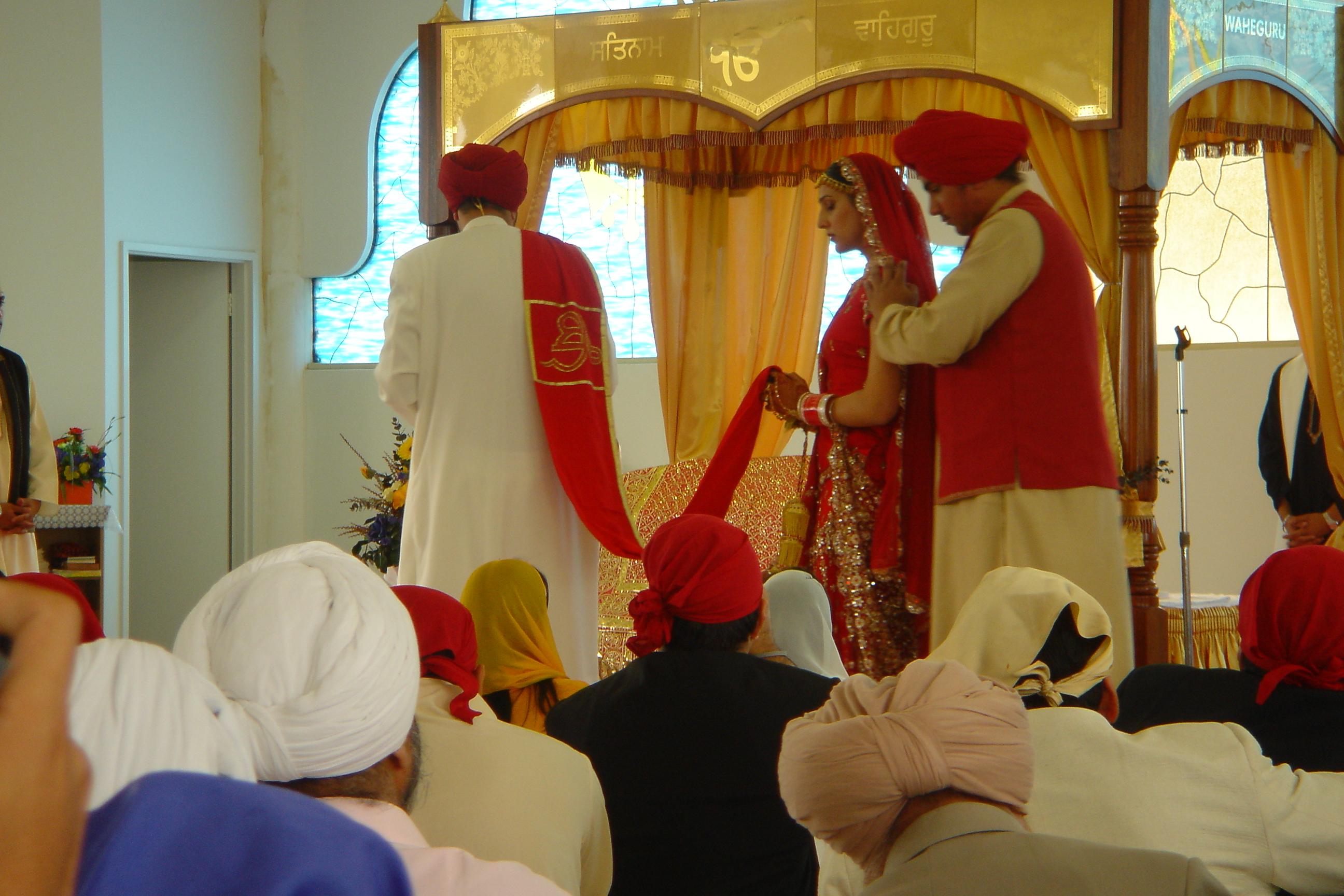
시크 결혼식

칼서는 세례받은 모든 시크교도들을 대표하는 사랑받는 다섯으로 구성된 회다; 시크교 구루라고도 불리며, 구루의 전형이자 속세의 마지막 구루, 또는 시크교인들의 대표 라고도 할 수 있다. 시크교도들의 구루 고빈드 싱은 1699년 바이사키의 날에 칼서를 세운다. 세례받은 남자들은 사자를 뜻하는 ‘싱,’ Singh 여자들은 공주를 뜻하는 ‘카우어’ Kaur의 성을 각각 부여 받는다.
칼서에서의 4가지의 ‘부져 쿠레히츠’ (중죄) 혹은 법으로 정해진 칼서의 제약은 다음과 같다:
- 자연히 자라나는 머리카락을 건드리는 것
- 간통(배우자 외의 다른 이성과의 성관계)
- 쿠타 고기(의식용 고기)를 먹는 것
- 담배, 아편, 알코올(술), 간자(대마) 등의 중독물을 섭취하는 것.

칼서의 싱의 복장은 다섯 K로 말할 수 있다:
- 케시 Kesh – 몸 전체에 걸쳐 손대지 않은 머리칼.
- 캉가 Kanga – 나무 빗.
- 카라 Kara – 쇠 팔찌.
- 카체라 Kachera – 특정 종류의 면 속옷.
- 키르판 Kirpan – 단도 혹은 검.

## 참고 자료
- 이 문서에는 다음커뮤니케이션(현 카카오)에서 GFDL 또는 CC-SA 라이선스로 배포한 글로벌 세계대백과사전의 내용을 기초로 작성된 글이 포함되어 있습니다.

## 같이 보기
- 푸른 별 작전